# Улица Всеволода Петрова
Улица Всеволода Петрова(укр. ву́лиця Всеволода Петріва) — улица в Шевченковском районе города Киева, местности Нивки, Дегтяри. Проходит от улицы Даниила Щербаковского до улицы Януша Корчака.
Присоединяются улица Черняховского и Сеньковский переулок.

## История
Улица возникла в 1-й половине XX века под названием Центральная, ее конечная часть называлась Офицерская площадь (присоединена к улице Кирпоноса в начале 1960-х годов). В 1955 году получила название - улица Кирпоноса, в честь советского военного деятеля Михаила Кирпоноса.
Современное название в честь - украинского военного и общественного деятеля, писателя, педагога, военного министра и генерал-хорунжого Армии УНР Всеволода Петрова - с 2022 года

## Памятники и мемориальные доски
В начале и конце улицы находились аннотационные доски в честь генерал-полковника Кирпоноса Михаила Петровича (1892—1941), командующего Юго-Западным фронтом, одного из руководителей героической обороны Киева в 1941 году. В 2016 году одна из таблиц, размещенная на здании № 8/10, в которой находится коммунальное предприятие «Центр обслуживания потребителей Шевченковского района», была демонтирована в рамках закона о декоммунизации.
В сквере при перекрестке с улицей Януша Корчака установлен памятник генерал-полковнику М. П. Кирпоносу.

## Изображения

Памятник Кирпоносу